# Дзета Зайца
Дзе́та За́йца (ζ Зайца, лат. Zeta Leporis) — звезда, которая находится в созвездии Зайца на расстоянии около 70 световых лет от нас. Возможно, объект представляет собой спектральную двойную звезду. В 2001 году у звезды был обнаружен пояс астероидов.

## Характеристики
ζ Зайца — белая звезда главной последовательности, по массе она вдвое больше Солнца и в 15 раз ярче его. Это очень молодая звезда, её возраст — около 100 миллионов лет. Спектроскопический анализ показал, что в системе присутствует объект, по массе сравнимый со звездой, но пока данные не дают чётко определить, является ли ζ Зайца двойной звездой.

## Пояс астероидов и пылевой диск

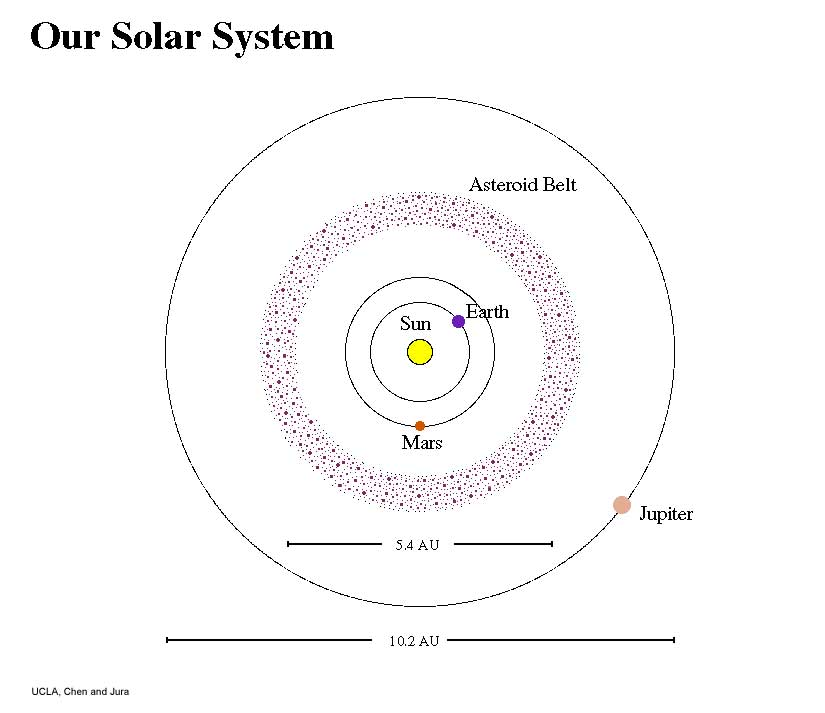

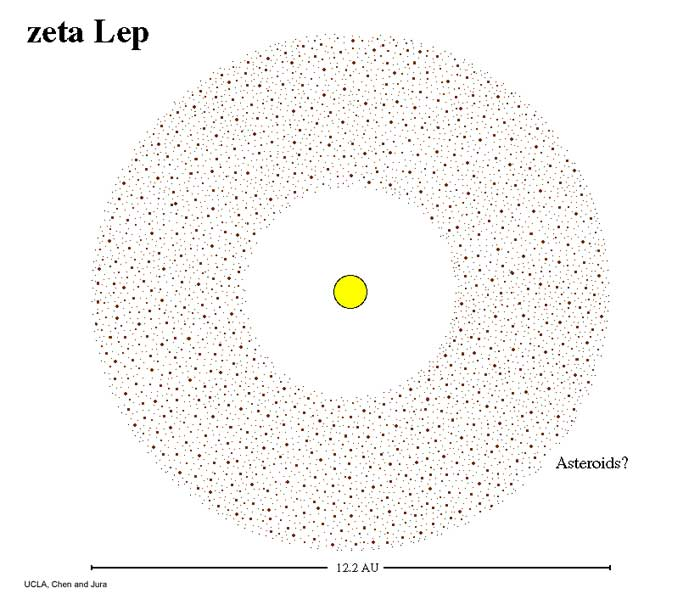
Сравнительные размеры поясов астероидов в Солнечной системе и системе ζ Зайца.

В 1983 году с помощью орбитального телескопа IRAS у Дзеты Зайца был обнаружен пылевой диск. Затем в 1991 году астрономы выяснили, что диск находится очень близко к родительской звезде и сам по себе более тёплый, чем похожие диски в других системах. Его температура близка к 340 К (65 °С). В июне 2001 года с помощью обсерватории им. В. М. Кека был обнаружен пояс астероидов, похожий на пояс, находящийся между Марсом и Юпитером в нашей Солнечной системе. Толщина обнаруженного пояса составляет 5,4 а. е., он отстоит от родительской звезды на 2,5 а. е. Он очень массивен: по оценкам исследователей, в 200 раз тяжелее, чем пояс Солнечной системы, и весит 4⋅1023 кг. Это больше половины массы нашей Луны. Возраст пояса определяется в 3⋅108 лет.
Если в системе ζ Зайца существует землеподобная планета, то она должна находиться на расстоянии 3,9 а. е. — в обитаемой зоне, пролегающей как раз по центру пояса астероидов.

## Ближайшее окружение звезды
Следующие звёздные системы находятся на расстоянии в пределах 20 световых лет от ζ Зайца:
| Звезда          | Спектральный класс | Расстояние, св. лет |
| BD-19 1297      | G6 V               | 7,8                 |
| LP 779-10       | M V                | 7,8                 |
| BD-04 1310 ABC  | G0 V/K-M V/?       | 14                  |
| BD-20 1171      | F8-G0 V            | 15                  |
| HR 1747 AB      | G0 V/?             | 15                  |
| ν² Большого Пса | K1 III             | 16                  |
| HR 1817         | F7 V               | 19                  |
| CD-23 3577      | G5 V               | 20                  |

## Движение в пространстве
Исследуя движение звёзд в Галактике и их схожесть между собой по возрасту и свойствам, астрономы выделили движущуюся группу звёзд Кастора, в которую входит и Дзета Зайца.
Миллион лет назад (1,08 — 0,95 млн.л.н.) Дзета Зайца была ярчайшей звездой ночного неба, а ≈1,05 млн.л.н. проходила на расстоянии всего ≈5,3 св.л. от Земли, достигая в яркости −2,05m.